# Surprised Kitty
Surprised Kitty ist ein Katzenvideo, das als Internetphänomen zu den bekanntesten Katzenmemes im 21. Jahrhundert zählt.

## Handlung
Das Video zeigt ein Kätzchen, dessen Bauch von den Händen einer Frau gekrault wird. Als die Frau, von der man nur die Hände sehen kann, ihre Hände zurückzieht, spreizt das Kätzchen seine Pfoten überrascht. Es wirft seine Tatzen simultan zu den Händen in die Luft. Die Länge des Videos beträgt 17 Sekunden.

## Weitere Informationen
Das gezeigte Kätzchen wurde im Jahre 2009 geboren, ist weiblich und trägt den Namen „Attila Fluff“. Zum Entstehungszeitpunkt des Videos war Attila zwischen sechs und zehn Wochen alt.

## Entwicklung von 2009 bis in die Gegenwart
Im Oktober 2009 wurde das Video auf der Videoplattform YouTube veröffentlicht. Es wurde auch auf weiteren Plattformen wie Reddit verbreitet.
Schon 2010 war Surprised Kitty über 28 Millionen Mal aufgerufen worden. Im Jahre 2011 meldete die Zeitung The New York Times schon über 55 Millionen Aufrufe. Mit 63 Millionen Aufrufen war es 2012 einem Manager YouTubes zufolge das beliebteste Katzenvideo aller Zeiten. Von beinahe 76 Millionen Aufrufen im Jahre 2015 stiegen die Zugriffe bis auf 78 Millionen im Jahr 2018.